# دي جي منديز
دي جي منديز (بالإسبانية: Méndez؛ بالسويدية: Méndez) هو مغني ومغن مؤلف وكاتب أغاني ومنتج أسطوانات ودي جيه سويدي وتشيلي، ولد في 21 يوليو 1975 في فالبارايسو في تشيلي.

## وصلات خارجية
- الموقع الرسمي
- دي جي منديز على موقع ميوزك برينز (الإنجليزية)
- دي جي منديز على موقع ديسكوغز (الإنجليزية)